# Mario Fregoni
Mario Fregoni (né le 23 juin 1934 à Milan) est un agronome italien, diplômé en science agraire, professeur titulaire de la « chaire de viticulture » de l'Université catholique du Sacré-Cœur à Plaisance, en Émilie-Romagne.
Membre de nombreuses sociétés scientifiques à travers le monde dont l'Académie d'agriculture de France, auteur d'une douzaine de livres, il a publié plus de 350 études sur la vigne et le vin et a créé et dirigé de nombreux journaux viti-vinicoles.

## Biographie
Dès 1969, Mario Fregoni fut à l'initiative du premier « cours international de viticulture et d’œnologie », et il en assura l'enseignement de sa date de création jusqu’en 1975. Puis il devint secrétaire  de la « Commission Viticulture », section scientifique, de 1975 à 1978 et en assura la présidence entre 1978 et 1982. Il en fut ensuite nommé vice-président, charge qu'il occupa jusqu’en 1985, année où il fut élu à la présidence de l'Organisation internationale de la vigne et du vin.
Ce fut dans ce cadre qu'il organisa le congrès de Rome qui clôtura la première « Année internationale de la vigne et du vin »  dont il avait été le fondateur. Devenu vice-président de l'OIV en 1988, il fut ensuite nommé président honoraire de cet organisme international en 1991. Le 26 juin 2008, à Vérone, l'assemblée générale de l'OIV lui a décerné son Grand prix.
Au cours de sa carrière en Italie, il a été président du « Comité national des appellations d’origine », puis a participé à la rédaction de la loi sur le vin. Après avoir sélectionné de nouvelles variétés de vigne, en 1991, il mit en place le « Groupe d'experts sur la physiologie de la vigne » qu'il présida jusqu’en 1997, puis pour parfaire la délimitation parcellaire du vignoble dans son pays, il créa, en 1998 le groupe d’expert « Zonage viticole » dont il assuma la présidence.